# Otto av Estland
Otto av Estland, död senare än 1346 var en dansk prins, hertig över Estland och Lolland.
Han var son till danske kungen Kristofer II som tvangs i landsflykt 1326. Efter faderns och äldre brodern Eriks död 1332 gjorde han ett försök att vinna danska kronan, men blev besegrad den 7 oktober 1334 av greve Gerhard III av Holstein på Taphed vid Viborg och hölls sedan fången på Segebergs slott. Hans yngre bror Valdemar blev kung 1340 och Otto avsade sig alla krav på tronen och släpptes. Han begav sig till Tyskland samt inträdde 1346 i Tyska orden när den köpte hans hertigdöme Estland av Danmark. Ottos senare öden är okända.
Han är för övrig hjälten i Bernhard Severin Ingemanns roman Prins Otto av Danmark under det att Laurids Bruun framställer en fantastisk vrångbild i Alle synderes konge. 